# Zabolotyiv
Zabolotyiv (ukránul: Заболотів, lengyelül: Zabłotów, németül: Sabolotiw, oroszul és jiddisül Zabolotov (Заболотов, זבולוטוב),ů2006-os becslés szerint körülbelül 4000 fős városi jellegű település a Prut mentén,  Ukrajna Ivano-frankivszki területének Sznyatini járásában. 1918-ig az Osztrák–Magyar Monarchiához, majd 1939-ig Lengyelország stanisławówi vajdaságához, 1991-ig pedig a Szovjetunióban az Ukrán SZSZK-hoz tartozott. Irányítószáma 78315. A holokauszt előtt galíciai stetl (zsidó kisváros) volt, kis számú haszid közösséggel. Itt született Manès Sperber osztrák–francia író. A településen dohányfeldolgozó üzem működik.